# 桑给巴尔苏丹国
桑给巴尔苏丹国为桑给巴尔苏丹所統治的國家，存在於1856年至1964年。领土范围在历史上发生过一系列变更，曾包括今肯尼亚全部及斯瓦希里海岸外的桑给巴尔群岛，日后则仅包括桑给巴尔和肯尼亚海岸十英里宽的区域，而肯尼亚內陸為英屬殖民地，沿海地帶實際上也成為英國殖民地的一部分。
1963年10月8日，苏丹签署条约，放弃位于肯尼亚的主权，肯亞後來在同年12月12日獨立。1964年1月12日，末任苏丹贾姆希德·本·阿卜杜拉被废黜，失去桑给巴尔主权，苏丹国宣告终结。

## 歷史

### 建國
1698年，全盛時期的阿曼在今肯尼亚的蒙巴薩打敗了葡萄牙，於是控制了桑给巴尔群岛。在1832年或1840年，阿曼蘇丹赛义德·本·苏尔坦把朝廷從本土的馬斯喀特遷往温古贾岛（桑给巴尔岛）的石頭城。他在當地建立阿拉伯人管治精英，利用島上奴隸工大力發展丁子香種植。桑给巴尔的商運逐漸落入受赛义德鼓勵來島，來自印度次大陸的商人手中。1856年，赛义德離世，兩個兒子為阿曼王位爆發了紛爭，從此國家一分為二。統治阿曼本土的是蘇韋尼·本·賽義德，而統治桑给巴尔，創立桑给巴尔苏丹国的，是馬吉德·本·賽義德。桑给巴尔當時仍然要向阿曼本土的馬斯喀特朝廷交年貢。
在馬吉德的十四年任期，他藉着本地的奴隸貿易鞏固權力。他的繼承人巴伽什·本·賽義德盡力結束桑给巴尔奴隸貿易並且大力發展國內基建。第三位蘇丹，哈利法·本·賽義德，也出力推動國家廢除奴隸制。
根據16世紀的探險家利奥·阿非利加努斯的說法，桑給巴爾（Zanguebar）是阿拉伯人和波斯人的用語，指的是從肯尼亚到莫桑比克的東非海岸，由五個半獨立的回教國家統治：蒙巴薩、馬林迪、基爾瓦、莫桑比克和索法拉。阿非利加努斯進一步指出，他們都與包括穆塔帕王國在內的中部非洲主要國家有着長期的忠誠協議。

### 蘇丹喪失國家領土的流程

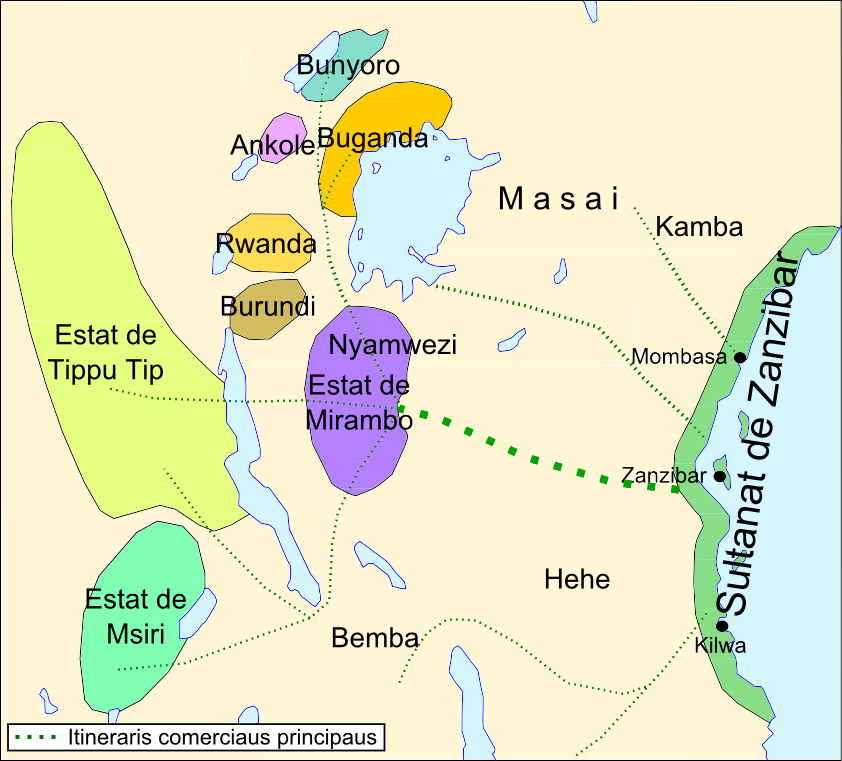
桑给巴尔苏丹国，約1875年

截至1884年，桑给巴尔苏丹国控制着整個斯瓦希里海岸，稱為「津芝」，其貿易路線深入非洲內陸，遠達剛果河上的金杜。但到了該年，德國殖民地協會強逼內陸的本地酋長接受德國保護，引起苏丹巴伽什·本·賽義德抗議。時值柏林會議和瓜分非洲的開始，德國對該地區的興趣浮現。1885年，德國東非公司到來，旨在於該地區建立殖民地。
1886年，英國人和德國人秘密開會並討論他們在非洲大湖區擴張的目標，而勢力範圍已於一年前商定，英國人拿下後來成為東非保護國（現為肯尼亚）的地方，而德國人就拿下今天的坦桑尼亞。兩國都租借了桑給巴爾的沿海領土，並建立貿易站和前哨站。在接下來的幾年中，從1888年不列顛東非公司接管蒙巴薩起，桑给巴尔在大陸的所有權益都被歐洲殖民帝國控制。
同年，德國東非公司獲得了對先前已提交德國保護的沿海地區的正式直接統治。這導致了一場本地起義，即阿布希里叛亂，英德海軍聯合鎮壓了起義，標誌着桑给巴尔對大陸的影響力終結。

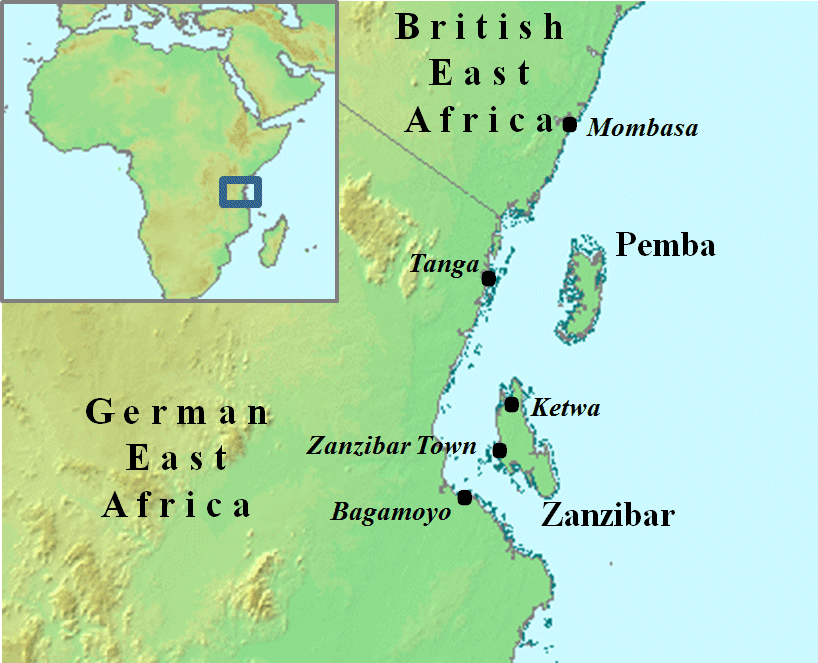
温古贾岛及非洲大陆

#### 1890年－桑给巴尔保護國成立
1890年，英國和德意志帝國簽署《黑爾戈蘭－桑給巴爾條約》，桑给巴尔地區成為了英國控制，苏丹国淪為了保護國。1896年8月，苏丹哈马德·本·杜威尼死後，英國與桑給巴爾打了歷時38分鐘的戰爭──這是歷史上有紀載以來歷時最短的戰爭。這緣於哈立德·本·巴伽什於苏丹死後奪取了權力，而英國就希望另一位繼承人哈茂德·本·穆罕默德成為苏丹，因為他更容易合作。英國人給了哈立德一個小時，撤出石頭城的蘇丹宮殿，但他拒絕此要求，並組織起一支約2800人的軍隊，打算死戰到底。於是英國人對宮殿和城市周圍的其他地方發動了進攻，由於實力懸殊，哈立德很快就投降並被流放。接著，哈茂德就安然地成為了蘇丹。
這裡所提的「桑给巴尔」仍然包括肯尼亚海岸十英里寬的區域，因為設立肯尼亚保護國一事還在議會討論之中。

#### 1895年－東非保護國成立

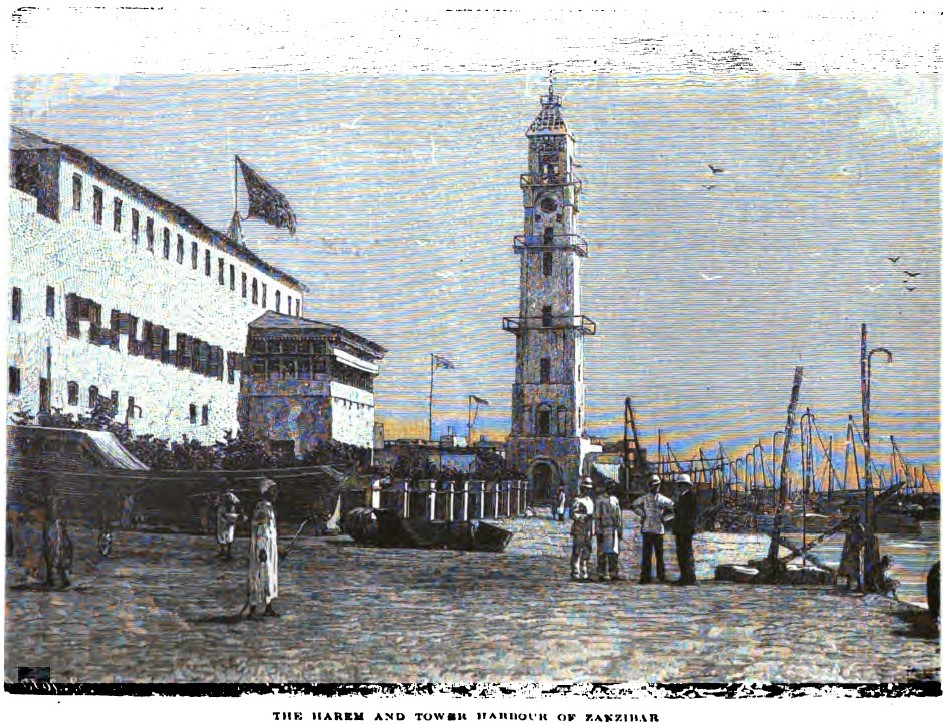
尚吉巴后宮與塔港（第234頁），倫敦傳教士協會

1886年，英國政府鼓勵與蘇丹有協議，在大湖地區經營船務的商人威廉·麥金農在區域內建立英國的影響力。他組織了英國東非協會並後來成為不列顛東非公司，1888年上市，獲授權管治領地。它管治着蘇丹借出的，從朱巴河經蒙巴薩去到德屬東非，長240公里的海岸線。按1885年柏林會議的協定，英國之「勢力範圍」往內陸延伸及整個未來肯尼亚，並於1890年後連同烏干達在內。蒙巴薩是當時的管治首府。
但是，公司開始倒閉，到了1895年7月1日，英國政府接手，創立東非保護國，管理轉移到外交部。1902年，管理再次移交給殖民地部，烏干達領土也併入保護國內。1897年，德拉姆米爾勳爵到達了肯尼亚高地，當時肯尼亚是保護區的一部分，是白人聚居的先驅。:761德拉姆米爾勳爵對該區域的農業潛能感驚嘆。1902年，保護區的範圍擴大到包括以前的烏干達東部省。:761另外，在1902年，東非集團獲贈予1,300平方公里，促進白人定居高地。德拉米爾勳爵當時開始大規模的農業活動，1905年，當大量新的定居者從英格蘭和南非抵達時，保護國從外交部的職權移交給了殖民地部。:762首府於1905年從蒙巴薩遷往了內羅比。1906年，樞密院下令在當地建立正式的政府和立法機關。:761這讓管治官員成為總督，並設置立法局和行政局。海斯·薩德勒中校成為首位肯尼亚總督。當地部落偶爾會製造麻煩，但政府和殖民者還是鮮有流血事件地建立國家。:761第一次世界大戰後，更多的農民從英格蘭和南非湧入，到1919年，歐裔人口估計為9000個定居者。:761

#### 1920年－苏丹喪失肯尼亚主权
1920年7月23日，東非保護國的內陸地區被樞密院命令併入英國統治。因此，前保護區的那部分構成了肯尼亚殖民地，從那時起，桑给巴尔蘇丹就不再對該土地擁有主權。根據先前與桑给巴尔蘇丹的協議，剩下的16公里（10英里）寬的沿海地帶（維圖除外）仍然是保護國。這片海岸於1920年劃為肯尼亚保護國。
憑藉英國與蘇丹於1895年12月14日達成的協議，肯尼亚保護國以肯尼亚殖民地的一部分作管治。:762總而言之，「肯尼亚殖民地」指的是內陸地區，「肯尼亚保護國」指的是肯尼亚海岸十英里寬的區域，主權屬於桑给巴尔苏丹，直到肯尼亚獨立。

#### 1963年－苏丹讓出肯尼亚保护国主权
肯尼亚殖民地和肯尼亚保護國各自於1963年12月12日結束。英國對肯尼亚殖民地放棄了主權，根據1963年10月8日的協議，蘇丹同意在肯尼亚獨立的同時， 蘇丹將不再對肯尼亚保護國擁有主權。:762就這樣，經《1963年肯尼亚獨立法案》，肯尼亚成為獨立國家。恰好在12個月後的1964年12月12日，肯尼亚以“肯尼亚共和國”之名成為共和國家。:762

#### 1963年/1964年－桑给巴尔保护国結束和廢黜苏丹
1963年12月10日，英國結束自1890年起設下的保護國地位。英國不需讓桑给巴尔獨立，因為從始至終英國都沒有桑给巴尔主權。反而，英國透過《1963年桑给巴尔法案》，英國結束其保護國狀態，還之完整主權，讓桑给巴尔成為英聯邦內的主權國家。保護國狀態結束後，桑给巴尔是蘇丹統治的君主立憲制國家。一個月後，在桑給巴爾革命期間，蘇丹賈姆希德·本·阿卜杜拉被推翻。賈姆希德流亡，蘇丹國被「桑给巴尔人民共和國」取代。1964年4月，桑给巴尔與坦噶尼喀聯合，結束社會主義共和國，成立「坦噶尼喀和桑給巴爾聯合共和國」，六個月後更名為「坦桑尼亚」。

## 人口統計
直到1964年為止，尚吉巴蘇丹國都是大英國協內的君主立憲國，當時蘇丹為賈姆希德·本·阿卜杜拉。尚吉巴當地共有230000人，其中有一些人宣稱自己有波斯血統，當地稱之為設拉子人，以及一些少數但在商貿領域享有名譽的阿拉伯人與南亞人。其中，島上的阿拉伯人通常身分為當地主要地主，並比當地島民還有富有。各個族群間相互融合，難以區分；根據一位歷史學家的說法，蘇丹賈姆希德能得到普遍支持的一重要原因就是因為他的家庭有明顯的種族多樣性。
當地主要政黨以種族劃分，分別由阿拉伯人主導的尚吉巴民族黨與當地人主導的非洲-設拉子黨